# Phacodes mirabilis
Phacodes mirabilis là một loài bọ cánh cứng trong họ Cerambycidae.